# العلاقات بين الإدارة الذاتية بشمال سوريا وإقليم كردستان

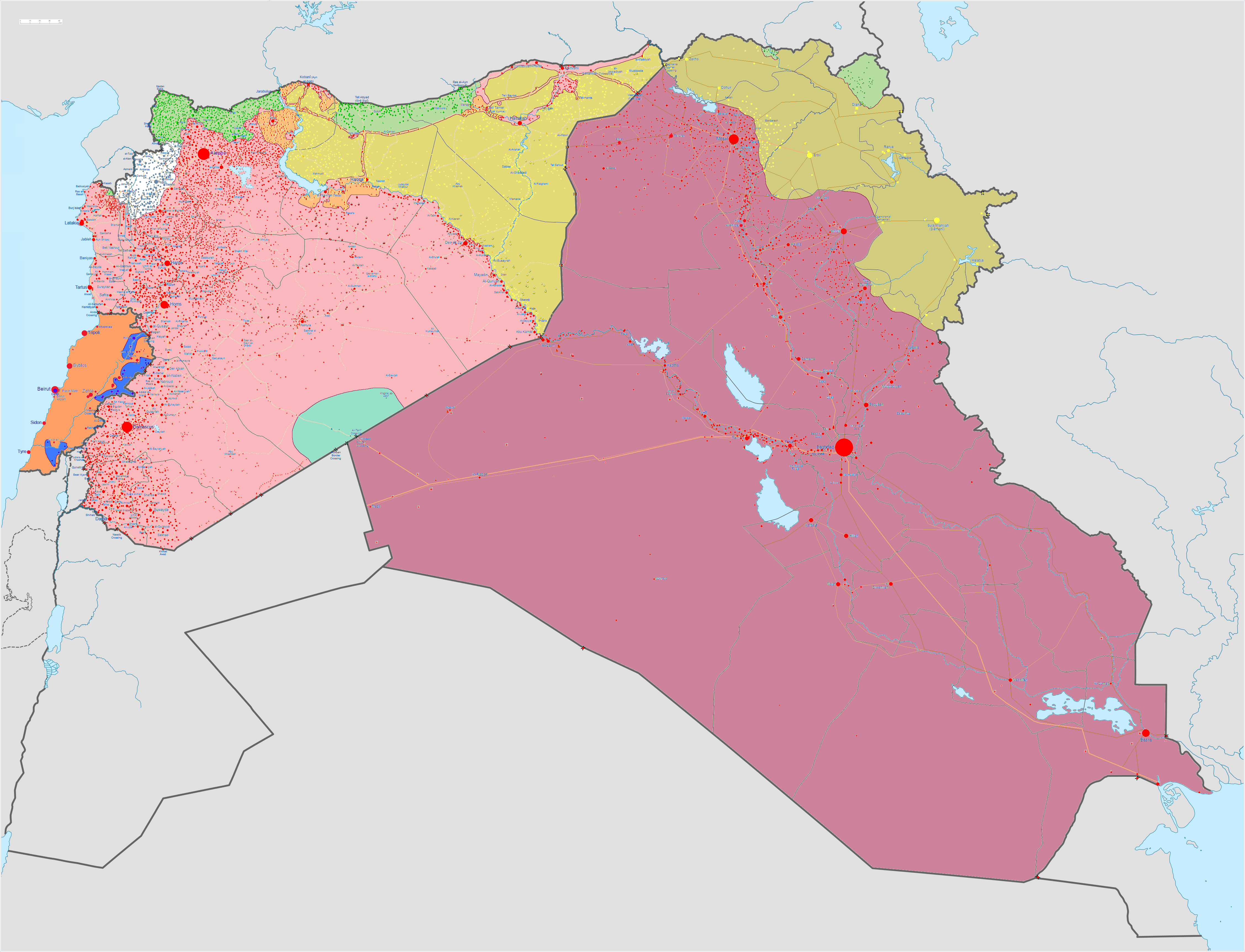
اقليم كردستان'الإدارة الذاتية لشمال وشرق سوريا

تشير العلاقات بين الإدارة الذاتية لشمال سوريا وإقليم كردستان' إلى العلاقة بين الميليشيات الكردية التي تحتل شمال شرق سورية ووحكومة إقليم كردستان العراق. على الرغم من التشابه الثقافي، تفرق الجانبين العديد من الاختلافات السياسية. كان هناك تعاون عسكري مع إقليم كردستان والولايات المتحدة في الصراع ضد تنظيم الدولة الإسلامية في العراق والشام (داعش)، على الرغم من عدم تقديم أي منهما دعمًا رسميًا لوحدات حماية الشعب الكردية في شرق سورية. فرضت حكومة إقليم كردستان حصارًا اقتصاديًا من جانب واحد ضد الإدارة الذاتية لشمال وشرق سوريا، ما أدى إلى إلحاق الضرر باقتصاد المنطقة.
الحزب السياسي المهيمن في شمال شرق سورية حزب الاتحاد الديمقراطي (PYD)، عضو في منظمة اتحاد مجتمعات كردستان (KCK). على الرغم من أن المنظمات الأعضاء في اتحاد مجتمعات كردستان في الدول المجاورة ذات الأقليات الكردية الأصلية إما محظورة (كما هو الحال في إيران وتركيا) أو هامشية سياسيًا فيما يتعلق بالأحزاب الكردية الأخرى (كما هو الحال في العراق)، فقد اكتسبت «منطقة NES» التي يحكمها حزب الاتحاد الديمقراطي دور نموذج جدول الأعمال والمخطط السياسي لاتحاد مجتمعات كردستان بشكل عام.
يوجد تعاطف كبير بين الأكراد مع الإدارة الذاتية لشمال وشرق سوريا، خاصة بين الكرد في تركيا. خلال حصار عين العرب، عبر عدد كبير من المواطنين الكرد في تركيا الحدود وتطوعوا للدفاع عن المدينة. عند عودتهم إلى تركيا، حمل بعضهم السلاح في الصراع الكردي التركي المتجدد، حيث جلبت المهارات التي اكتسبوها خلال القتال في عين العرب نوعية جديدة من حرب المدن إلى الصراع في تركيا.
مثل مظلة اتحاد مجتمعات كردستان بشكل عام، بل وأكثر من ذلك فإن حزب الاتحاد الديمقراطي ينتقد أي شكل من أشكال القومية، بما في ذلك القومية الكردية، مما يضعهم على خلاف مع الرؤى القومية الكردية للمجلس الوطني الكردي الذي يرعاه الحزب الديمقراطي الكردستاني في سورية.